# Ángel Atienza
Ángel Atienza Landeta (Madrid, 16 marzo 1931 – Madrid, 22 agosto 2015) è stato un artista e calciatore spagnolo, di ruolo difensore.
Anche suo fratello Adolfo è stato un calciatore e nella stagione 1954-1955 hanno militato insieme nel Real Madrid.

## Carriera

### Calciatore

#### Real Saragozza
Nel 1951 Atienza passò dal CD Lucense al Real Saragozza, squadra della Primera División spagnola.
Esordì il 20 gennaio 1952, in una partita persa per 2-1 in casa dell'Atlético Madrid.
Nella prima stagione a Saragozza giocò 11 partite. Nella stagione successiva giocò 26 partite e segnò 4 gol. Il club aragonese terminò il campionato all'ultimo posto e retrocesse in Segunda División, dove Atienza giocò 20 partite.

#### Real Madrid
Nel 1953 passò al Real Madrid. Vestì la maglia dei blancos fino al 1959, vincendo quattro campionati, due Coppe Latine e quattro Coppe dei Campioni consecutive.

### Artista
Durante la sua carriera da calciatore si dedicò alla pittura e partecipò a diverse esposizioni collettive. Nel 1958 durante un viaggio nell'Europa centrale iniziò a dedicarsi alla realizzazione di murales e vetrate.
Nel 1971 iniziò a lavorare anche con la ceramica. Nel 1976 si trasferì in Venezuela, dove realizzò sculture con svariati materiali.
Le sue opere si trovano in Spagna, in Venezuela e in altri paesi.

## Palmarès
- Campionato spagnolo: 4

Real Madrid: 1953-1954, 1954-1955, 1956-1957, 1957-1958
- Coppa Latina: 2

Real Madrid: 1955, 1957
- Coppa dei Campioni: 4

Real Madrid: 1955-1956, 1956-1957, 1957-1958, 1958-1959